# CB Ciudad de Logroño
Il Club Balonmano Ciudad de Logroño è una squadra di pallamano spagnola avente sede a Logroño.

È stata fondata nel 2003 e dal 2007 al 2017 ha cambiato denominazione in Naturhouse La Rioja. 

Disputa le proprie gare interne presso il Palacio de los Deportes de La Rioja di Logroño il quale ha una capienza di 3.851 spettatori.

## Palmarès
- Copa del Rey: 0
  - Runners-up: 2013
- Supercopa ASOBAL: 0
  - Runners-up: 2013

## Cronistoria
| Season  | Tier | Division    | Pos. | Notes    |
| ------- | ---- | ----------- | ---- | -------- |
| 2003–04 | 3    | 1ª Nacional | 1o   | Promossa |
| 2004–05 | 2    | Honor B     | 7o   |          |
| 2005–06 | 2    | Honor B     | 2o   | Promossa |
| 2006–07 | 1    | ASOBAL      | 14o  |          |
| 2007–08 | 1    | ASOBAL      | 12o  |          |
| 2008–09 | 1    | ASOBAL      | 7o   |          |
| 2009–10 | 1    | ASOBAL      | 5th  |          |
| 2010–11 | 1    | ASOBAL      | 9o   |          |
| 2011–12 | 1    | ASOBAL      | 7o   |          |
| 2012–13 | 1    | ASOBAL      | 3o   |          |
| 2013–14 | 1    | ASOBAL      | 2o   |          |
| 2014–15 | 1    | ASOBAL      | 2o   |          |
| 2015–16 | 1    | ASOBAL      | 2o   |          |

- 9 seasons in Liga ASOBAL

## Rosa 2016/17
Portieri
- 01  Richard Kappelin
- 12  Gurutz Aguinagalde
- 90  Javier Romeo

ALI
AD
- 04  Albert Rocas
- 24  Javi Muñoz
- 91  Mohamed Sanad

AS
- 32  Ángel Fernández
- 33  Eduardo Cadarso

Pivot
- 05  Iñaki Peciña
- 17  Rubén Garabaya
- 22  Javier García Rubio

Terzini
TS
- 02  Miguel Sánchez Migallón
- 18  Carlos Molina
- 23  Haniel Langaro

TC
- 11  Pablo Cacheda
- 14  Víctor Vígo

TD
- 08  Ángel Montoro Cabello
- 13  Luis Felipe Jimenez Reina

### Staff
- Head Coach:  Jesús Javier González
- Assistant Coach:  Miguel Ángel Velasco

## Palazzetto
- Nome: – Palacio de los Deportes
- Città: – Logroño
- Capacità: – 3,851 people
- Indirizzo: – C/ Avda. Moncalvillo, 2

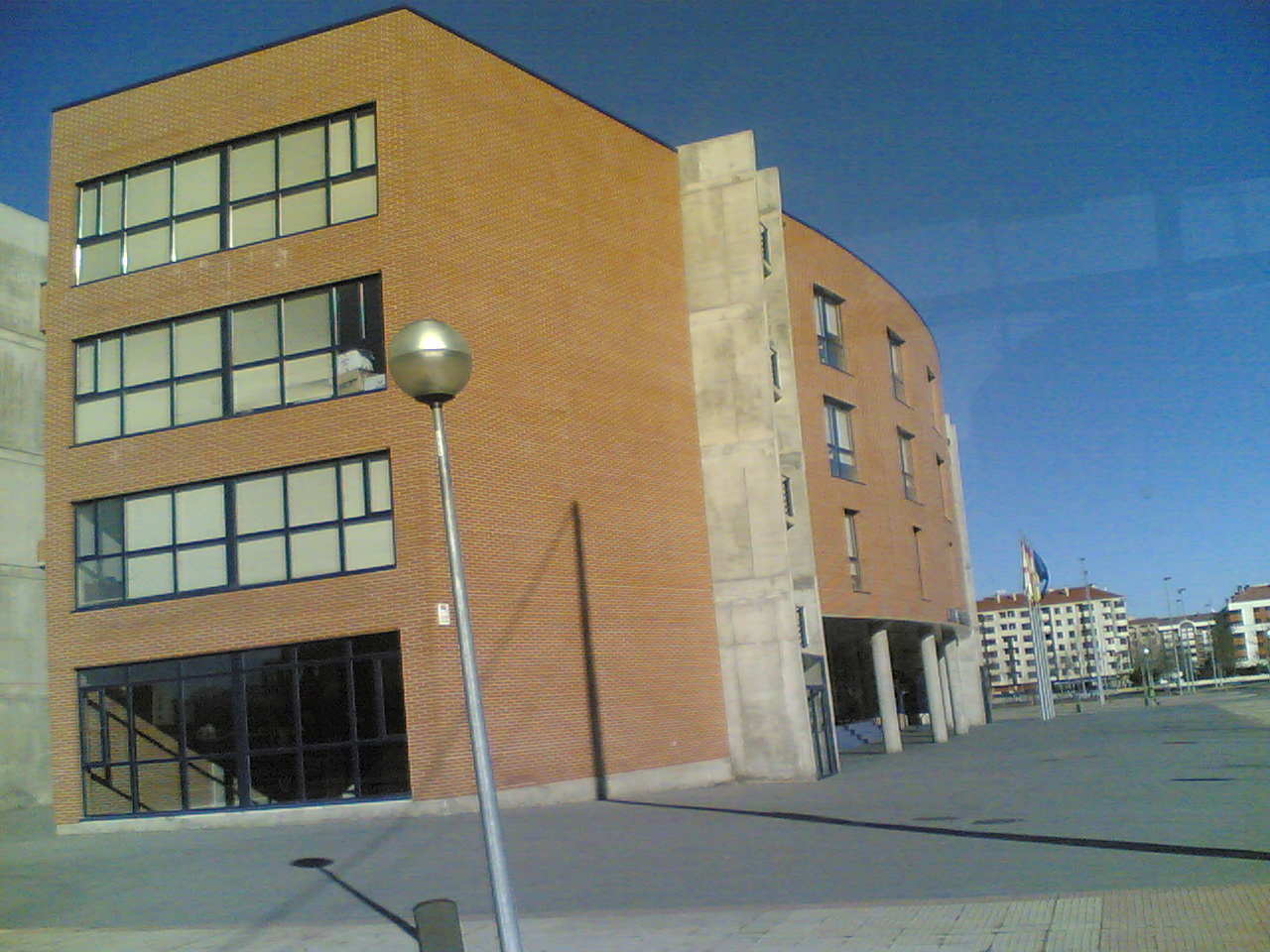
Palacio de los Deportes de La Rioja

## Giocatori famosi formati
- Juanín García
- Håvard Tvedten
- Diego Pérez
- Aidenas Malašinskas
- Armand Torrego
- Gurutz Aguinagalde
- Marco Oneto
- Isaías Guardiola
- Gedeón Guardiola
- Ismael Juárez
- Paco López
- Marc Amargant
- Naumče Mojsovski
- Aco Jonovski
- Alex Dujshebaev
- Stefan Terzić
- Philip Stenmalm
- Jorge Martínez
- Marko Ćuruvija
- Niko Mindegía
- Rafael Capote
- Pablo Cacheda
- /  Vukašin Stojanović
- Luis Felipe Jiménez "Luisfe"
- Nikola Kojić
- Jorge García Vega
- Jorge Luis Paván
- Jorge Gómez Lite
- Gregor Lorger
- Pavel Bashkin
- Nikola Prce
- Filip Källman
- Pedro Rodríguez Álvarez